# Victor Bonhommet
Pour les articles homonymes, voir Bonhommet.
Victor Bonhommet est le nom de plume de Michel Bonhommet, poète français né le 9 mai 1830 au Mans où il est mort  le 1er octobre 1905.

## Biographie
Fils d'ouvrier teinturier et petit-fils de jardinier et de maçon, il est d'abord apprenti menuisier et effectue son tour de France. Pendant la guerre de Crimée, il participe au  siège de Sébastopol avec le 28e régiment d'infanterie, ce qui lui vaut la médaille de Crimée de la reine d'Angleterre. Il exerce ensuite le métier de commis de banque puis devient bibliothécaire adjoint de la ville du Mans.
Victor Bonhommet est l'un des fondateurs et l'un des premiers présidents de la Société de libre pensée du Mans. On lui doit aussi la création vers 1882 du Cercle démocratique pour l’instruction et l’éducation du peuple, première Université populaire du Mans.